# Lin Yilin
Lin Yilin (* 1964 in Guangzhou) ist ein chinesischer Künstler.
Er studierte an der Guangzhou Academy of Fine Arts, lebt heute in Guangzhou und New York. 1991 gründete er mit Chen Shaoxiong und Liang Juhui die Künstlergruppe Big tail elephant. Als Teil der Ausstellung Mahjong waren Arbeiten von ihm im Kunstmuseum Bern, der Hamburger Kunsthalle und dem Museum der Moderne Salzburg zu sehen. Seine Videoarbeit Safely Manoevering Across Lin-He-Road von 1995 wurde 2007 auf der documenta 12 gezeigt.